# 남구만초상
남구만 선생 초상화는 대한민국 경기도 용인시 처인구 모현읍 갈담리에 있는, 조선의 문신이자 정치가인 남구만 선생의 초상화이다. 1990년 11월 22일 용인시의 향토문화재 제6호로 지정되었다.

## 같이 보기
- 남구만

## 참고 문헌
- 남구만 선생 초상화 - 용인시 문화관광 - 향토유적